# Верцень (Підляське воєводство)
Верцень (пол. Wiercień) — село в Польщі, у гміні Ботьки Більського повіту Підляського воєводства.
Населення — 91 особа (2011).
У 1975-1998 роках село належало до Білостоцького воєводства.

## Демографія
Демографічна структура станом на 31 березня 2011 року:
|          | Загалом | Допрацездатний вік | Працездатний вік | Постпрацездатний вік |
| -------- | ------- | ------------------ | ---------------- | -------------------- |
| Чоловіки | 53      | 9                  | 33               | 11                   |
| Жінки    | 38      | 6                  | 20               | 12                   |
| Разом    | 91      | 15                 | 53               | 23                   |